# أيرلندا في الألعاب الأولمبية الصيفية 2016
نافست أيرلندا في دورة الألعاب الأولمبية الصيفية 2016 في ريو دي جانيرو، البرازيل، من 05-21 أغسطس 2016. يعدّ هذا هو الظهور الحادي والعشرين للبلاد في دورة الألعاب، بعد أن حضرت من كل الألعاب الصيفية، سواء بعد الاستقلال أو قبل عام 1924 كجزء من منتخب بريطانيا العظمى وأيرلندا، باستثناء دورة الألعاب الاولمبية الصيفية 1936 في ألمانيا النازية.